# Call opcija
Call opcija (eng. call option ili skraćeno call) je ugovor između kupca i prodavatelja opcije ugovoren radi kupoprodaje vrijednosnih papira po ugovorenoj cijeni. Kupac call opcije ima pravo ali ne i obvezu kupnje ugovorene količine određene sirovine ili financijskog instrumenta u ugovoreno vrijeme (datum isteka) po ugovorenoj cijeni (izvršna cijena). Prodavatelj koji proda opciju primoran je ugovorom kupcu prodati sirovinu ili financijski instrument ako se kupac za to odluči. Kupac za ovo pravo plaća pristojbu zvanu premija. Engleski naziv "call" (poziv) dolazi od činjenice da vlasnik opcije ima pravo "pozvati" dionicu iz ruku prodavatelja. 

## Navodi
1. ↑  O'Sullivan, Arthur; Sheffrin, Steven M. 2003. Economics: Principles in Action. Pearson Prentice Hall. Upper Saddle River, New Jersey 07458. str. 288. ISBN 0-13-063085-3CS1 održavanje: lokacija (link)